# Lac des Gunung Tujuh
Le lac des Gunung Tujuh (Danau Gunung Tujuh ou "lac des Sept Montagnes" en indonésien) est un lac situé dans le cratère du Mont Tujuh dans la province de Jambi en Indonésie. 
Son nom signifie « lac des Sept Montagnes », à cause de sa situation au milieu des montagnes couvertes de la forêt du parc national de Kerinci Seblat.